# Fussball Club Vaduz 2012-2013
Questa voce raccoglie le informazioni riguardanti il Fussball Club Vaduz nelle competizioni ufficiali della stagione 2012-2013.

## Stagione
Nella stagione 2012-2013 il Vaduz, allenato da Eric Orie e Giorgio Contini, concluse il campionato di Challenge League al 9º posto. Nella Coppa del Liechtenstein il Vaduz vinse la finale con il Balzers.

## Rosa
| N. |                            | Ruolo | Calciatore       |
| -- | -------------------------- | ----- | ---------------- |
| 2  | Francia (bandiera)         | C     | Amin Tighazoui   |
| 3  | Svizzera (bandiera)        | D     | Pascal Bader     |
| 4  | Liechtenstein (bandiera)   | D     | Daniel Kaufmann  |
| 5  | Italia (bandiera)          | C     | Andrea Maccoppi  |
| 6  | Austria (bandiera)         | D     | Mario Sara       |
| 7  | Argentina (bandiera)       | C     | Mariano Hassell  |
| 7  | Germania (bandiera)        | A     | Matthias Baron   |
| 8  | Rep. Dominicana (bandiera) | D     | Heinz Barmettler |
| 8  | Italia (bandiera)          | C     | Diego Ciccone    |
| 9  | Argentina (bandiera)       | A     | Mariano Trípodi  |
| 11 | Liechtenstein (bandiera)   | D     | Franz Burgmeier  |
| 13 | Liechtenstein (bandiera)   | A     | Philippe Erne    |
| 14 | Liechtenstein (bandiera)   | D     | Yves Oehri       |

| N. |                          | Ruolo | Calciatore          |
| -- | ------------------------ | ----- | ------------------- |
| 15 | Svizzera (bandiera)      | A     | Nico Abegglen       |
| 17 | Austria (bandiera)       | C     | David Harrer        |
| 18 | Svizzera (bandiera)      | P     | Živko Kostadinović  |
| 18 | Liechtenstein (bandiera) | P     | Claudio Majer       |
| 19 | Svizzera (bandiera)      | D     | Aleksandar Zarković |
| 20 | Liechtenstein (bandiera) | C     | Nicolas Hasler      |
| 22 | Svizzera (bandiera)      | D     | Nicolas Gétaz       |
| 23 | Svizzera (bandiera)      | D     | Vladan Milosevic    |
| 24 | Serbia (bandiera)        | D     | Dušan Cvetinović    |
| 25 | Svizzera (bandiera)      | A     | Guilherme Afonso    |
| 27 | Liechtenstein (bandiera) | A     | David Hasler        |
| 30 | Svizzera (bandiera)      | C     | Ramon Cecchini      |
| 35 | Svizzera (bandiera)      | P     | Oliver Klaus        |

## Organigramma societario
Area tecnica
- Allenatore: Giorgio Contini
- Allenatore in seconda: Daniel Hasler
- Preparatore dei portieri: Sebastian Selke
- Preparatori atletici:

## Calciomercato

### Sessione estiva
| Acquisti | Acquisti            | Acquisti           | Acquisti |
| R.       | Nome                | da                 | Modalità |
| -------- | ------------------- | ------------------ | -------- |
| A        | Guilherme Afonso    | Lugano             |          |
| D        | Nicolas Gétaz       | Stade Nyonnais     |          |
| C        | David Harrer        | Kapfenberger       |          |
| C        | Mariano Hassell     | Locarno            |          |
| D        | Daniel Kaufmann     | Eschen/Mauren      |          |
| C        | Andrea Maccoppi     | Locarno            |          |
| P        | Claudio Majer       | Schaan             |          |
| D        | Vladan Milosevic    | Locarno            |          |
| C        | Amin Tighazoui      | Saint-Louis Neuweg |          |
| D        | Aleksandar Zarković | Basilea II         |          |

| Cessioni | Cessioni       | Cessioni | Cessioni |
| R.       | Nome           | a        | Modalità |
| -------- | -------------- | -------- | -------- |
| A        | Philippe Erne  | Balzers  |          |
| P        | Boban Antić    | Brühl    |          |
| D        | Pascal Cerrone | Wil      |          |
| A        | Moreno Merenda | Cham     |          |
| C        | Max Veloso     | Sion II  |          |

### Sessione invernale
| Acquisti | Acquisti         | Acquisti  | Acquisti |
| R.       | Nome             | da        | Modalità |
| -------- | ---------------- | --------- | -------- |
| A        | Nico Abegglen    | San Gallo |          |
| D        | Heinz Barmettler | Şamaxı    |          |
| A        | Philippe Erne    | Balzers   |          |

| Cessioni | Cessioni    | Cessioni | Cessioni |
| R.       | Nome        | a        | Modalità |
| -------- | ----------- | -------- | -------- |
| P        | Peter Jehle | Lucerna  |          |

## Risultati

### Challenge League

#### Prima fase, girone di andata
| Vaduz 15 luglio 2012, ore 16:00 CEST 1ª giornata | Vaduz  | 0 – 0 referto | Chiasso | Rheinpark (1 217 spett.)\| Arbitro: \| Winter \| |
| Arbitro:                                         | Winter |               |         |                                                  |

| Arbitro: | Erlachner |

|                              |           |  |
| Exouzidīs 23’ Kuzmanovic 90’ | Marcatori |  |

| Arbitro: | San |

|                          |           |  |
| Zarković 63’ Trípodi 86’ | Marcatori |  |

| Arbitro: | Bieri |

|                                                   |           |                                    |
| Burgmeier 24’, 68’ Trípodi 62’, 78’ Milosevic 89’ | Marcatori | 29’ (rig.) Schultz 56’, 85’ Widmer |

| Arbitro: | Jancevski |

|                                  |           |          |
| Shalaj 41’ De Pierro 56’ Rey 70’ | Marcatori | 61’ Sara |

| Arbitro: | Amhof |

|                               |           |                         |
| Coly 46’, 87’, 90’ Safari 54’ | Marcatori | 18’ Burgmeier 89’ Bader |

| Arbitro: | Huwiler |

|                                                                  |           |  |
| Burgmeier 12’ Trípodi 38’ Tighazoui 48’ Milosevic 55’ Hasler 81’ | Marcatori |  |

| Arbitro: | Schärer |

|                                  |           |             |
| Jahović 56’, 75’ (rig.) Hima 67’ | Marcatori | 77’ Hassell |

| Vaduz 23 settembre 2012, ore 16:00 CEST 9ª giornata | Vaduz    | 0 – 0 referto | Bellinzona | Rheinpark (1 561 spett.)\| Arbitro: \| Klossner \| |
| Arbitro:                                            | Klossner |               |            |                                                    |

#### Prima fase, girone di ritorno
| Arbitro: | Winter |

|  |           |            |
|  | Marcatori | 11’ Hasler |

| Arbitro: | Gut |

|          |           |  |
| Ianu 45’ | Marcatori |  |

| Arbitro: | Fähndrich |

|                 |           |  |
| Iten 16’ (aut.) | Marcatori |  |

| Arbitro: | Jancevski |

|             |           |  |
| D'Angelo 5’ | Marcatori |  |

| Arbitro: | Schnyder |

|           |           |                       |
| Afonso 4’ | Marcatori | 86’ Lekaj 90’ Steuble |

| Arbitro: | Wermelinger |

|           |           |  |
| Baron 74’ | Marcatori |  |

| Arbitro: | San |

|  |           |          |
|  | Marcatori | 83’ Sara |

| Arbitro: | Schärer |

|                       |           |                 |
| Hasler 9’ Trípodi 39’ | Marcatori | 61’, 90’ Doudin |

| Arbitro: | Winter |

|                      |           |                    |
| Schultz 8’ Callà 52’ | Marcatori | 6’ (rig.) Maccoppi |

#### Seconda fase, girone di andata
| Arbitro: | Pache |

|            |           |  |
| Senger 39’ | Marcatori |  |

| Arbitro: | Gut |

|             |           |          |
| Ciccone 70’ | Marcatori | 3’ Pacar |

| Arbitro: | Schärer |

|                        |           |            |
| Morello 14’ Doudin 90’ | Marcatori | 45’ Afonso |

| Arbitro: | Gut |

|                      |           |                                              |
| Audino 26’ Bozic 49’ | Marcatori | 25’ (rig.) Burgmeier 82’ Afonso 90’ Abegglen |

| Arbitro: | Winter |

|                  |           |                  |
| Dudar 65’ (aut.) | Marcatori | 56’, 62’ Becchio |

| Arbitro: | Fähndrich |

|                                |           |                            |
| Rey 28’ Urbano 42’ Bonanni 45’ | Marcatori | 10’, 36’ Abegglen 90’ Erne |

| Arbitro: | Pache |

|            |           |                     |
| Hasler 70’ | Marcatori | 23’, 26’ Marchesano |

| Arbitro: | Schnyder |

|              |           |                     |
| Abegglen 43’ | Marcatori | 25’ Gaspar 64’ Ianu |

| Arbitro: | Winter |

|  |           |              |
|  | Marcatori | 36’ Abegglen |

#### Seconda fase, girone di ritorno
| Vaduz 21 aprile 2013, ore 16:00 CEST 28ª giornata | Vaduz | 0 – 0 referto | Bienne | Rheinpark (847 spett.)\| Arbitro: \| Gut \| |
| Arbitro:                                          | Gut   |               |        |                                             |

| Bellinzona 28 aprile 2013, ore 16:00 CEST 29ª giornata | Bellinzona | 0 – 0 referto | Vaduz | Stadio comunale (2 300 spett.)\| Arbitro: \| Pache \| |
| Arbitro:                                               | Pache      |               |       |                                                       |

| Arbitro: | Hänni |

|               |           |                                           |
| Tighazoui 59’ | Marcatori | 15’ Lüscher 52’ (aut.) Zarković 55’ Callà |

| Arbitro: | Jancevski |

|                   |           |  |
| Bengondo 51’, 86’ | Marcatori |  |

| Arbitro: | Fähndrich |

|  |           |               |
|  | Marcatori | 56’ Sabbatini |

| Arbitro: | Huwiler |

|            |           |                                      |
| Pnishi 35’ | Marcatori | 52’ Tighazoui 62’ Ciccone 85’ Hasler |

| Arbitro: | Schnyder |

|  |           |                                      |
|  | Marcatori | 29’ Touré 60’ Bilinovac 88’ Paçarizi |

| Arbitro: | Schärer |

|                  |           |               |
| Pimenta 56’, 78’ | Marcatori | 51’ Tighazoui |

| Arbitro: | Jancevski |

|  |           |                    |
|  | Marcatori | 59’, 61’ Lüchinger |

### Coppa del Liechtenstein
| 7 novembre 2012, ore 20:00 CET Quarti di finale | Schaan | 0 – 3 | Vaduz |  |

| 17 aprile 2013, ore 19:00 CEST Semifinale | Eschen/Mauren | 0 – 2 | Vaduz |  |

| Arbitro: | Nikolaj Hänni |

|                         |                      |                      |
| Afonso 22’              | Marcatori            | 31’ Akyer            |
| Tighazoui Abegglen Sara | Tiri di rigore 3 – 0 | Quintans Beck Gubser |

## Statistiche

### Statistiche di squadra
| Competizione            | Punti | In casa | In casa | In casa | In casa | In casa | In casa | In trasferta | In trasferta | In trasferta | In trasferta | In trasferta | In trasferta | Totale | Totale | Totale | Totale | Totale | Totale | DR  |
| Competizione            | Punti | G       | V       | N       | P       | Gf      | Gs      | G            | V            | N            | P            | Gf           | Gs           | G      | V      | N      | P      | Gf     | Gs     | DR  |
| ----------------------- | ----- | ------- | ------- | ------- | ------- | ------- | ------- | ------------ | ------------ | ------------ | ------------ | ------------ | ------------ | ------ | ------ | ------ | ------ | ------ | ------ | --- |
| Challenge League        | 37    | 18      | 5       | 5       | 8       | 22      | 23      | 18           | 5            | 2            | 11           | 19           | 29           | 36     | 10     | 7      | 19     | 41     | 52     | -11 |
| Coppa del Liechtenstein | -     | 0       | 0       | 0       | 0       | 0       | 0       | 2            | 2            | 0            | 0            | 5            | 0            | 2      | 2      | 0      | 0      | 5      | 0      | +5  |
| Totale                  | 37    | 18      | 5       | 5       | 8       | 22      | 23      | 20           | 7            | 2            | 11           | 24           | 29           | 38     | 12     | 7      | 19     | 46     | 52     | -6  |

### Andamento in campionato
| Giornata  | 1 | 2 | 3 | 4 | 5 | 6 | 7 | 8 | 9 | 10 | 11 | 12 | 13 | 14 | 15 | 16 | 17 | 18 | 19 | 20 | 21 | 22 | 23 | 24 | 25 | 26 | 27 | 28 | 29 | 30 | 31 | 32 | 33 | 34 | 35 | 36 |
| --------- | - | - | - | - | - | - | - | - | - | -- | -- | -- | -- | -- | -- | -- | -- | -- | -- | -- | -- | -- | -- | -- | -- | -- | -- | -- | -- | -- | -- | -- | -- | -- | -- | -- |
| Luogo     | C | T | C | C | T | T | C | T | C | T  | T  | C  | T  | C  | C  | T  | C  | T  | T  | C  | T  | T  | C  | T  | C  | C  | T  | C  | T  | C  | T  | C  | T  | C  | T  | C  |
| Risultato | N | P | V | V | P | P | V | P | N | V  | P  | V  | P  | P  | V  | V  | N  | P  | P  | N  | P  | V  | P  | N  | P  | P  | V  | N  | N  | P  | P  | P  | V  | P  | P  | P  |
| Posizione | 4 | 7 | 5 | 4 | 5 | 6 | 5 | 7 | 7 | 5  | 5  | 4  | 5  | 7  | 5  | 4  | 5  | 5  | 5  | 5  | 7  | 5  | 7  | 7  | 8  | 8  | 7  | 7  | 6  | 8  | 9  | 9  | 8  | 8  | 9  | 9  |

Legenda:

Luogo: C = Casa; T = Trasferta. Risultato: V = Vittoria; N = Pareggio; P = Sconfitta.

### Statistiche dei giocatori
| N. Abegglen     | 12 | 5 | 2 | 0 |
| G. Afonso       | 27 | 3 | 2 | 0 |
| P. Bader        | 28 | 1 | 6 | 0 |
| H. Barmettler   | 0  | 0 | 0 | 0 |
| M. Baron        | 9  | 1 | 0 | 0 |
| F. Burgmeier    | 33 | 5 | 5 | 0 |
| R. Cecchini     | 27 | 0 | 2 | 0 |
| D. Ciccone      | 30 | 2 | 6 | 0 |
| D. Cvetinović   | 17 | 0 | 1 | 0 |
| P. Erne         | 8  | 1 | 0 | 0 |
| N. Gétaz        | 15 | 0 | 4 | 0 |
| D. Harrer       | 19 | 0 | 0 | 0 |
| D. Hasler       | 26 | 3 | 4 | 0 |
| N. Hasler       | 21 | 2 | 2 | 0 |
| M. Hassell      | 17 | 1 | 3 | 0 |
| P. Jehle        | 9  | 0 | 0 | 0 |
| D. Kaufmann     | 15 | 0 | 3 | 1 |
| O. Klaus        | 27 | 0 | 0 | 0 |
| Ž. Kostadinović | 0  | 0 | 0 | 0 |
| A. Maccoppi     | 22 | 1 | 4 | 0 |
| C. Majer        | 0  | 0 | 0 | 0 |
| V. Milosevic    | 24 | 2 | 3 | 1 |
| Y. Oehri        | 17 | 0 | 3 | 0 |
| M. Sara         | 32 | 2 | 8 | 0 |
| A. Tighazoui    | 23 | 4 | 1 | 1 |
| M. Trípodi      | 28 | 5 | 1 | 0 |
| A. Zarković     | 16 | 1 | 5 | 0 |